# O. J. Simpson
Orenthal James „O. J.“ Simpson (9. července 1947 – 10. dubna 2024), zvaný The Juice, byl herec a hráč amerického fotbalu. 
Zemřel 10. dubna 2024 na rakovinu prostaty.

## Profesionální kariéra
V sedmdesátých letech 20. století zaznamenal řadu vynikajících výsledků v americkém fotbale, jeho profesionální kariéra trvala od roku 1969 do roku 1979. V roce 1985 byl zařazen do síně slávy tohoto sportu Pro Football Hall of Fame. Po ukončení hráčské kariéry byl úspěšný jako televizní komentátor amerického fotbalu a herec (známá je především jeho role detektiva Nordberga v komediální sérii Bláznivá střela).

## Soudní procesy
V roce 1994 byl obviněn z vraždy dvou lidí, své bývalé manželky Nicole Brownové Simpsonové a číšníka Ronalda Goldmana. Trestní proces, který dostal mimořádnou publicitu, skončil jeho osvobozením, v následujícím civilně právním procesu však byl odsouzen k mnohamilionové náhradě škody pozůstalým.
Roku 2007 byl zatčen pro další zločiny včetně loupeže a únosu a odsouzen k 33 letům vězení s možností propuštění nejdříve po 9 letech. Dne 20. července 2017 bylo rozhodnuto o jeho podmínečném propuštění, ke kterému došlo 1. října téhož roku.